# Dark Funeral
Dark Funeral ist eine schwedische Black-Metal-Band.

## Bandgeschichte
Die Band wurde im Jahre 1993 von Lord Ahriman und David „Blackmoon“ Parland gegründet. Themgoroth und Draugen gesellten sich zu dem Duo und nahmen innerhalb eines Jahres eine selbstbetitelte Mini-CD in Dan Swanös Unisound-Studio auf. Nach der Aufnahme verließ Draugen (später bei Svartsyn) die Band, sein Platz am Schlagzeug wurde von Equimathorn übernommen.
Nachdem die Band mit dem Ergebnis der Aufnahmen des Debütalbums The Secrets of the Black Arts im Unisound-Studio nicht zufrieden war, wandte die Band sich an Peter Tägtgren von Hypocrisy und sein Abyss Studio, um das Album erneut einzuspielen. Es erschien 1996 über No Fashion Records und gilt heute als Kultalbum der schwedischen Black-Metal-Szene. Zum Titellied wurde auch ein Musikvideo gedreht.
Die darauffolgende Zeit war von schweren Besetzungsproblemen geprägt, da zuerst Themgoroth und Equimathorn und schließlich sogar das Gründungsmitglied Blackmoon der Band den Rücken kehrten. Letzterer veröffentlichte im Jahr darauf den ersten Tonträger der Band War, die er mit IT von Abruptum und Peter Tägtgren gegründet hatte. Dennoch fanden sich für alle vakanten Posten neue Mitglieder. Henrik „Typhos“ Ekeroth von Funeral Mist, Tomas „Alzazmon“ Asklund sowie Masse „Emperor Magus Caligula“ Broberg, der ehemalige Sänger von Hypocrisy, traten der Band bei. In der Folgezeit wurde Emperor Magus Caligula neben Lord Ahriman zur wichtigsten Figur in der Geschichte der Band, da er viel Intensität und Aggressivität in die Musik brachte. Auch die Auftritte der Band wurden zusehends exzessiver und blasphemischer, was sich in morbiden Accessoires wie aufgespießten Schweinsköpfen, Blut und Feuerspuck-Darbietungen äußerte.
Mit dem zweiten Album Vobiscum Satanas von 1998 wurden Dark Funeral neben Marduk zu Schwedens wichtigster und einflussreichster Black-Metal-Band. Oft wurden beide Bands auch wegen stilistischer Ähnlichkeiten miteinander verglichen. Nach der Ineffable-Kings-of-Darkness-Tournee, während der Matti „Dominion“ Mäkelä die Band als Live-Bassist unterstützte, verließen Typhos und Alzazmon die Band. An ihre Stelle traten Dominion und Robert „Gaahnfaust“ Lundin.

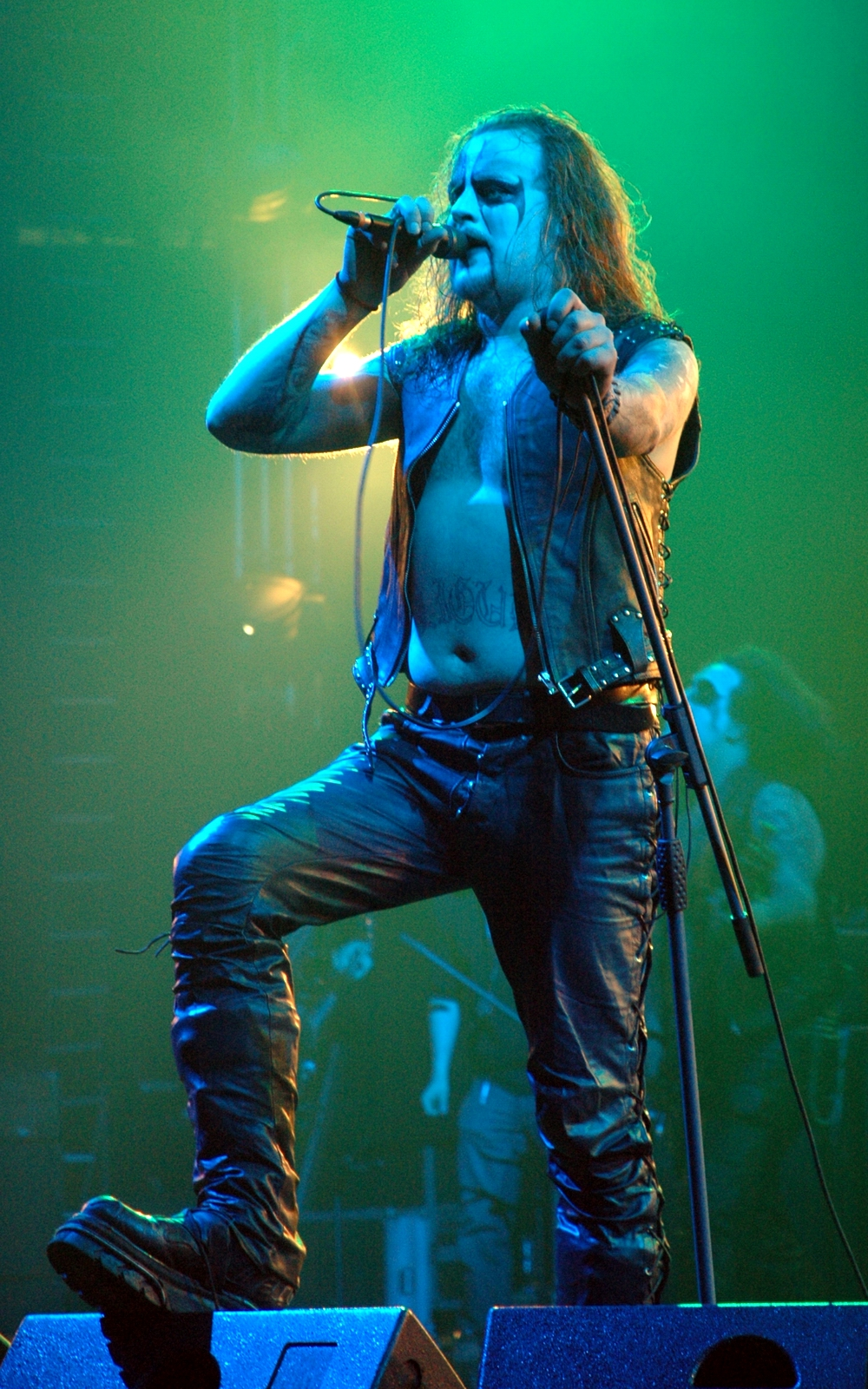
Masse „Emperor Magus Caligula“ Broberg auf dem Metalmania Festival, 2005

Es folgten Tourneen in Lateinamerika und Europa. Bald darauf nahm die Band die EP Teach Children to Worship Satan auf, welche Ende des Jahres 2000 erschien und neben dem neuen Lied An Apprentice of Satan Coverversionen bekannter Thrash- und Black-Metal-Bands wie Slayer und Mayhem enthielt. Zu An Apprentice of Satan wurde ein Musikvideo gedreht.
Zusammen mit Immortal, Cannibal Corpse und Deicide bestritten Dark Funeral im selben Jahr die No-Mercy-Festival-Tour. Nachdem Gaahnfaust die Bands verlassen hatte, wurde Matte Modin neuer Schlagzeuger der Band.
2001 nahm die Band ihr drittes Album Diabolis interium auf. Die Touren zu diesem Album führten die Band unter anderem nach Japan, Taiwan und Singapur.
Im Jahre 2003 tourte die Band durch Südamerika und schnitt dort Material für ein Live-Album mit, welches 2004 über Regain Records veröffentlicht wurde. Es trug den Titel De profundis clamavi ad te Domine und wurde in der Besetzung Lord Ahriman, Emperor Magus Caligula, Dominion und Matte Modin aufgenommen.
Das vierte Album Attera totus sanctus erschien im August 2005. Zuvor nahm die Band erneut an einer No-Mercy-Tour teil, diesmal mit Nile, Six Feet Under und Dying Fetus.
Im Frühjahr 2007 trennte sich die Band aufgrund persönlicher Differenzen von Schlagzeuger Matte Modin, dieser wurde durch Nils „Dominator“ Fjellström (In Battle, Aeon, Chastisement, Souldrainer, Sanctification, A-Team) ersetzt.
Am 16. November 2007 wurde ihre erste Live-DVD Attera orbis terrarum 1 veröffentlicht.
Am 18. November 2009 erschien das neue Album Angelus exuro pro eternus, zu dem Lied My Funeral drehte die Band auch einen Videoclip. Chaq Mol erwähnte in diesem Zusammenhang, dass er Spielfehler hasse und deshalb beim Videoclip darauf achtete, dass ihm dort keine unterliefen, die damit für die Ewigkeit konserviert wären.

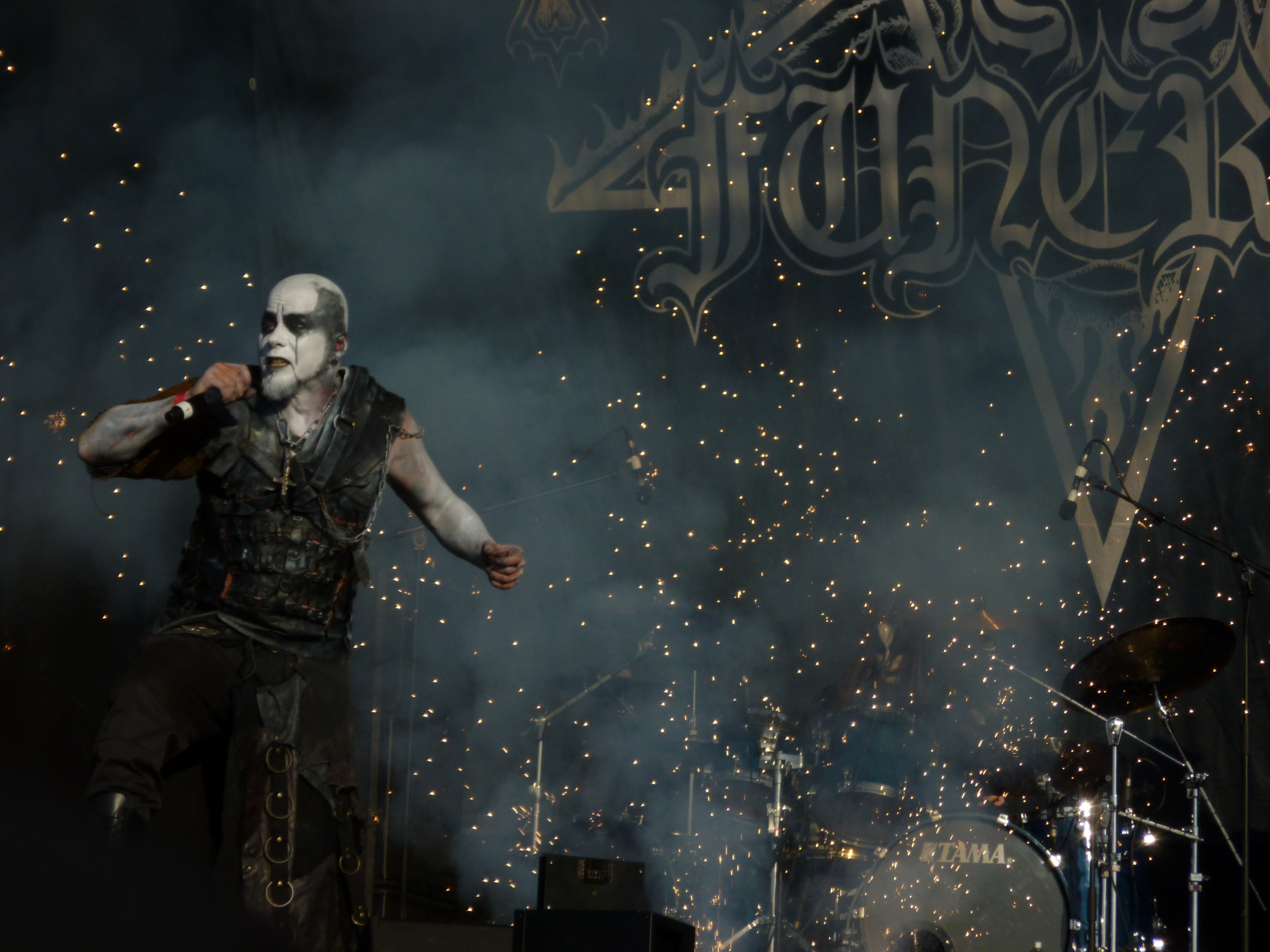
Steve „Nachtgarm“ Marbs auf dem Wacken Open Air 2012

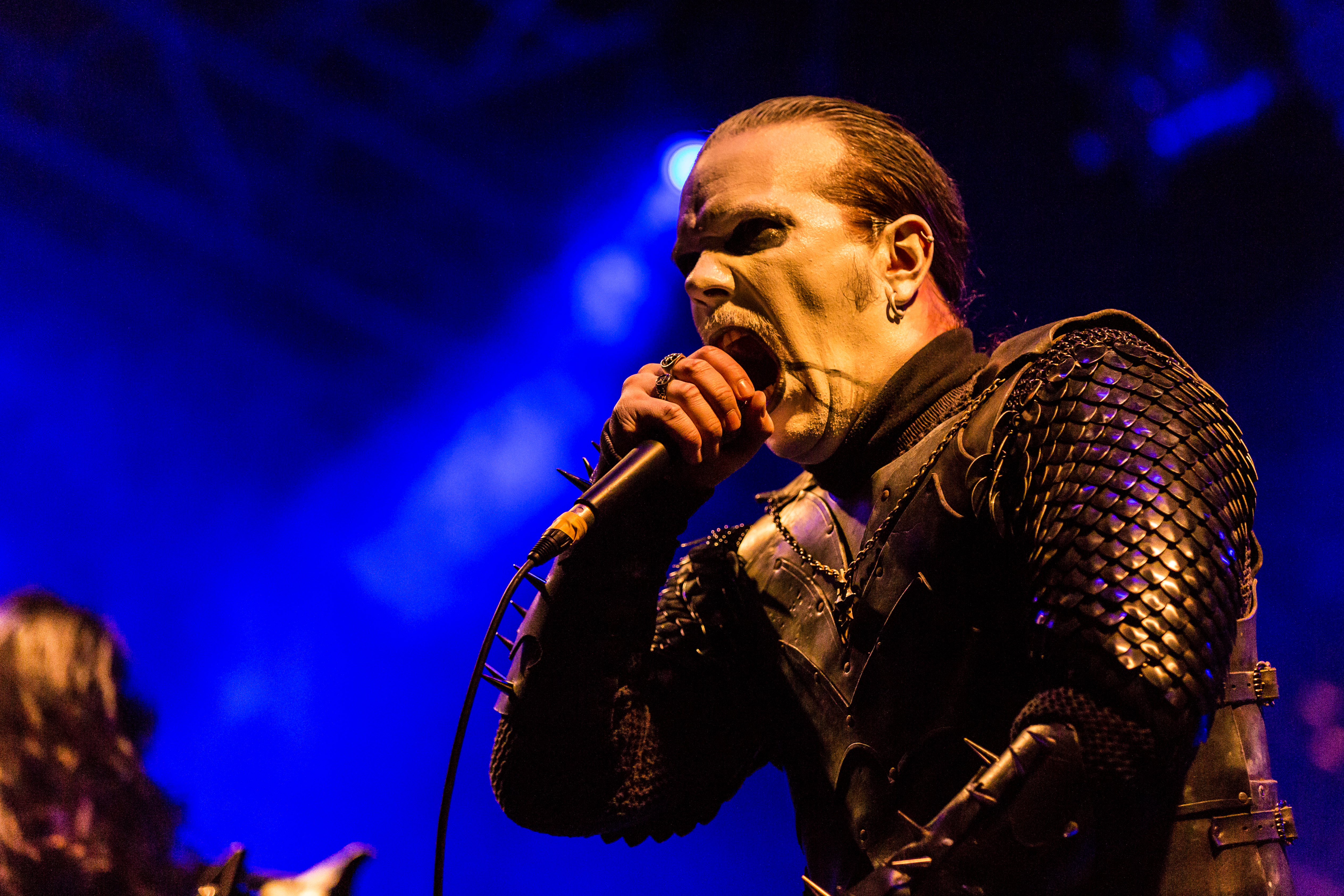
Sänger Andreas „Helharmadr“ Vingbäck beim Rock unter den Eichen 2017

Am 25. Juli 2010 gab die Band bekannt, dass Emperor Magus Caligula die Band nach dem Summer Breeze verlassen werde. Am 8. September 2010 verließ auch Dominator die Band, kehrte jedoch im Juni 2011 zurück. Als neuer Sänger wurde Steve „Nachtgarm“ Marbs von der deutschen Dark-Metal-Band Negator verpflichtet. Neuer Bassist wurde Tomas „Zornheym“ Nilsson (Ex-Devian, Ex-Suicidal Seduction).
2013 gingen Nachtgarm und Dark Funeral getrennte Wege. Die geplanten Auftritte sollen mit seinem Vorgänger Emperor Magus Caligula stattfinden. Außerdem kündigte die Band Wiederveröffentlichungen ihrer Tonträger über Century Media an.
Ende 2014 wurden Heljarmadr als neuer Sänger und Natt als neuer Bassist in die Band berufen.
Der ehemalige Gitarrist und Mitbegründer der Band, David „Blackmoon“ Parland, nahm sich am 19. März 2013 das Leben.
Im Februar 2016 begann die Band mit dem Aufnahmen für das 6. Studioalbum Where Shadows Forever Reign, welches am 3. Juni 2016 über Century Media veröffentlicht wurde. Da Natt die Band zu dem Zeitpunkt wieder verlassen hatte, übernahm Lord Ahriman zusätzlich den E-Bass. Das Album enthielt auch den bereits Ende 2014 veröffentlichten Song Nail Them To The Cross. Für den Opener Unchain My Soul wurde ein Musikvideo produziert.

## Stil und Ideologie

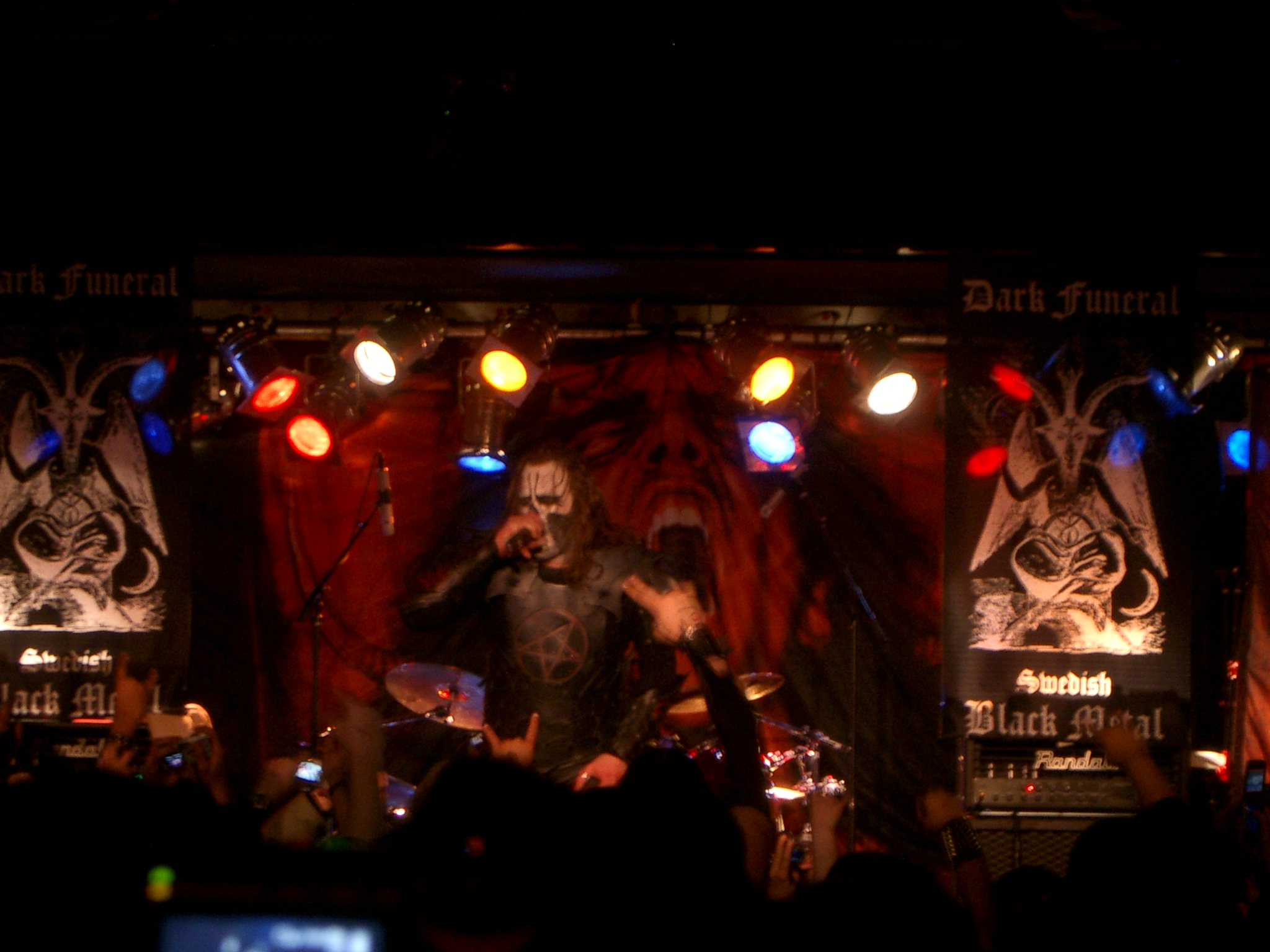
Emperor Magus Caligula, im Hintergrund Darstellungen des Baphomet und der Teufel vom Cover ihres Albums Attera totus sanctus

Musikalisches Hauptmerkmal ist das durchgängig sehr hohe Tempo der Lieder. Dark Funeral verzichtet auf Keyboards. Die Musik wird oft als monoton bezeichnet; Lord Ahriman hält dagegen, dass „der Teufel bei uns im Detail“ stecke und er die „extreme Aggression äußerst melodisch“ verpacke, wodurch sich beide Elemente verstärkten.
Zu Beginn stellte die Band sich als satanistisch im Sinne der Teufelsanbetung dar; Lord Ahriman erklärte gegenüber dem Ablaze: „Ich glaube an das Böse, Hass und Dunkelheit und habe mein Leben dem Gehörnten gewidmet“, Black Metal sei ein Weg, „Satan zu ehren und unter den Christen Furcht zu verbreiten“. Entsprechend war der thematische Fokus in den frühen Liedern „in all seiner Direktheit auf eine solche gesellschaftlich tradierte ‚vulgär-satanistische‘ Vorstellungswelt gehalten“. Im Lied In the Sign of the Horns beispielsweise wird Satan als „Vaterfigur dar[gestellt], ein Herrscher, der die Beherrschten an seiner Macht teilhaben lässt“. Dazu kam das Auftreten der Musiker „über und über mit Schweineblut bespritzt“ und (vermutlich in Anlehnung an Mayhem) mit auf umgedrehte Kreuze gespießten Schweineköpfen.
Mit dem Einstieg von Emperor Magus Caligula entwickelten die Texte sich von der Verehrung der Hölle hin zur Verneinung des Christentums. Die Texte wurden nun blasphemischer und aggressiver, Jesus Christus zum Feindbild erklärt. Emperor Magus Caligula schreibt seine Texte im Studio, da er beim Schreiben Druck braucht. Blackmoon, der kein Mitglied der Band mehr ist, bezeichnet sich heutzutage zwar nach wie vor als Satanisten, allerdings nicht im orthodoxen, theistischen Sinne, also der Teufelsanbetung und des Glaubens an diesen, sondern auf seinem Hass auf die Menschheit und den biblischen Gott als deren Schöpfer basierend. Er betrachtet sich selbst nicht als religiös. Auch Lord Ahriman ist kein theistischer Satanist, sein Standpunkt wird mit dem Titel des Albums Diabolis interium klargestellt. Er selbst sei kein Mitglied der Church of Satan, habe aber Kontakt zu einigen Mitgliedern und respektiere und unterstütze ihre Aktivitäten. Er habe über die Jahre seine eigene Art Philosophie und Kodex entwickelt und finde seine Persönlichkeit in vielem, wovon CoS-Gründer Anton Szandor LaVey gesprochen habe, wieder.
Die Band verwendet lateinische Albentitel, bei denen ihr auch Fehler unterliefen. Sie wurde deshalb auch von einem Professor kontaktiert, dem Unrichtigkeiten aufgefallen waren und der anbot, ihr bei zukünftigen Titeln zu helfen.

## Diskografie

### Studioalben
- 1996: The Secrets of the Black Arts
- 1998: Vobiscum Satanas
- 2001: Diabolis interium
- 2005: Attera totus sanctus
- 2009: Angelus exuro pro eternus
- 2016: Where Shadows Forever Reign
- 2022: We Are the Apocalypse

### Livealben
- 2004: De profundis clamavi ad te Domine

### EPs
- 1994: Dark Funeral
- 2000: Teach Children to Worship Satan
- 2000: In the Sign… (Wiederveröffentlichung der EP Dark Funeral und der Samplerbeiträge von 1998)

### Videoalben
- 2007: Attera orbis terrarum 1
- 2008: Attera orbis terrarum 2

### Samplerbeiträge
- 1998: Equimanthorn und Call from the Grave auf In Conspiracy with Satan – A Tribute to Bathory
- 1999: Remember the Fallen auf Code Red (limitierte Edition mit Bonus-CD Homage to the Gods)
- 2000: The Trial auf King Diamond Tribute
- 2000: Dead Skin Mask auf The Black Tapes
- 2001: Pagan Fears auf Originators of the Northern Darkness – A Tribute to Mayhem